# Карл Цайс (предприятие)
Carl Zeiss AG (марката му се изписва ZEISS) е немско предприятие в областта на фината механика и оптиката. Днес седалището на концерна се намира в град Оберкохен в Германия. Клонове има в Йена, Дрезден, Берлин, Гьотинген, Мюнхен, Аален, Бохинген, Росдорф и Вецлар, както и в САЩ, Унгария, Швейцария, Мексико, Беларус, Великобритания, Франция, Израел, Индия и Китай.
Компанията има висока репутация на световния пазар за оптика.

## История

### 1846 – 1945
Роденият във Ваймар майстор-механик Карл Цайс отваря през 1846 г. на улица Нойгасе 7 в град Йена работилница за фина механика и оптика. Получава разрешително за изработване и продажба на механични и оптични изделия. През 1847 г. назначава и първия си чирак. В края на годината там вече са изработени и първите микроскопи. През 1852 г. назначените работници вече са 10.
Карл Цайс не е доволен от качеството на своите микроскопи. Всеки от тях е уникат. Въпреки добрия опит в изпробването на различни лещи и комбинирането им в завършен микроскоп, липсва възможността за предварително изчисляване и оптимизиране на качествата на микроскопа. За тази цел Карл Цайс започва да работи съвместно с Ернст Карл Абе, професор по физика в Йенския университет. След дългогодишни опити и поредица от неуспехи, той съставя теория за оптиката на микроскопа. В целия свят единствено предприятието Carl Zeiss става в състояние да произвежда микроскопи с предварително изчислени качества. Така започва една уникална история, изпълнена с успехи. През 1875 г. заетите във фирмата работници са вече 60.
Един важен проблем обаче, постигането на равномерно и добро качество на стъклото, не може да бъде преодолян от Цайс и Абе. Затова те привличат към Йена химика Ото Шот. След извършването на успешни опити със стопяване на стъкло за предприятието Carl Zeiss, Шот основава в Йена завод за производство на оптични стъкла, Glastechnische Laboratorium Schott & Genossen, днес Schott AG.
През 1875 г. Карл Цайс решава да предложи на своя приятел Ернст Карл Абе дял от предприятието. Като съдружник Абе влага голяма част от енергията си във фирмата. Година по-късно Родерих Цайс, най-възрастният син на Карл Цайс, също е включен в предприятието. Карл Цайс умира през 1888 г. и оставя след себе си важно предприятие с блестящи перспективи. Тогава за фирмата работят вече 327 души.
Абе става де-факто притежател на работилниците, но се отказва от правата си и за управлението на предприятието създава особени правила, като управлението се състои от представители на работниците, на държавните органи и на университета. Компанията сменя управленската си структура, създадена е нова компания – Carl-Zeiss-Stiftung (Фондация или фонд Carl Zeiss).
С преобразуването на предприятието във фондация Абе предизвиква напрежение. От 1891 г. до 1896 г. предприятието е собственост на Фондацията. Дейността на фирмата се ръководи от четиричленно ръководство, до 1903 г. оглавявано от Абе.
През 1897 г. компанията патентова конструкцията на обектива Planar. През 1902 г, компания получава патент за схемата на обектива Tessar.
Преди началото на Първата световна война предприятието преживява огромен подем, който не намалява дори и с началото на войната. По време и на двете световни войни предприятието спада към най-важните производители на стоки, свързани с въоръжаването.

### След войната
След Втората световна война производството се разделя на две – в Йена (ГДР) и в Оберкохен (ГФР).

#### Йена
След войната Йена се оказва в американската окупационна зона. По-късно Йена и Дрезден (където Carl Zeiss е имал предприятия) са предадени в съветската окупационна зона. Армията на САЩ помага на компанията да изнесе част от оборудването си в Щутгарт.
До 1947 година част от оборудването на компанията, заради репарациите, е изнесено в СССР. На 1 юни 1948 година компанията Carl-Zeiss-Stiftung е национализирана. След образуването на ГДР на нейна основа е създадена държавната компания VEB Carl Zeiss Jena. Дрезденският завод получава името VEB Zeiss Ikon; тук под марката Carl Zeiss Jena от 1948 до 1953 са се произвеждали обективи за Zeiss Ikon AG в Щутгарт.
Между 1945 г. и 1966 г. предприятието се ръководи от Хюго Шраде. През 1965 „VEB Carl Zeiss Jena“ се доразвива като основен завод на комбината със същото име, към който постепенно се присъединяват и други предприятия от областта на фината механика и оптика и от областта на електрониката. През 1980 г. комбинатът Zeiss Jena включва 25 завода с близо 70 000 служители. Дългогодишен генерален директор на комбината от 1975 г. до 1989 г. е проф. Волфганг Бирман, член на ЦК на ГЕСП.
Във VEB Carl Zeiss Jena е проектирана и изработена мултиспектралната камера MKF 6, служеща за наблюдение на Земята от космоса и от самолети. За първи път се използва през септември 1976 на борда на космическия кораб Союз 22. Зигмунд Йен, първият немски космонавт, също провежда експерименти с нея за наблюдаване на Земята по време на своя полет. Усъвършенстваната версия на камерата MKF 6M се използва и на борда на космическата станция Мир.
В Йена продължават да се проектират, произвеждат и изнасят за цял свят проектори за планетариуми.
През 1955 г. в VEB Carl Zeiss Jena се произвежда първият компютър, сглобен в ГДР. През 1961 г. се прави проект за изработването на друг компютър, който е произведен през 1964 г.
През седемдесетте години VEB Carl Zeiss Jena придобива важно значение и като военен завод: тук се разработват и произвеждат оптични военни уреди – измервателни уреди, очила за нощно виждане, самонасочващо управление за ракети, мерници за оръдия. Делът на военната продукция от общото производство за периода 1976 – 1980 е 5,5%, а за периода 1986 – 1990 е близо 20%.

#### Оберкохен
В края на Втората световна война Йена за кратко е окупирана от американски войскови части. С изтеглянето им от Тюрингия през юни 1945 голям брой специалисти, както и ръководителите на предприятието, напускат Йена и се отправят към Хайденхайм в Баден-Вюртемберг. На 4 октомври 1946 г. в Оберкохен е основана фирмата Opton Optische Werke Oberkochen GmbH. На 31 юли 1947 името ѝ е променено на Zeiss-Opton Optische Werke Oberkochen GmbH, но скоро е преименувана на Carl Zeiss. През 50-те години в Оберкохен се произвежда широка гама от оптични продукти за индустрията и фотографията.
Използваното на 21 юли 1969 г. при първата мисия на луната на Аполо 11 видео- и фотооборудване, с което са заснети световноизвестни кадри, също е направено с обективи, произведени от Carl Zeiss.
По време на разделението на Германия съществуват две фондации „Carl Zeiss“ – в ГДР и във Федерална република Германия, като всяка претендира за изключителни права. След дългогодишни съдебни спорове, на 1 октомври 1971 г. е подписано Лондонското споразумение, с което е постигнато съгласие. При експорт на продукция от ФРГ в страните под съветско влияние към името на продукта се добавя „Opton“, а при внос от ГДР в западните държави към името на продукта се добавя „aus Jena“ (от Йена).
През 1992 г. тези две фондации са обединени. През 2004 г. уставът на фондацията е основно реформиран, и участващите компании са преобразувани в GmbH (дружества с ограничена отговорност).

### След 1990
След обединението на Германия VEB Zeiss Jena – считана за една от малкото източногермански компании, която е конкурентоспособна глобално, става Zeiss Jena GmbH, впоследствие Jenoptik Carl Zeiss Jena GmbH (1990). На следващата година е разделена на две, като поделенията за микроскопи и прецизна оптика се сливат със съответните отдели на предприятието Carl Zeiss AG в Оберкохен, които се връщат в Йена. Така предприятието отпреди войната на практика се възстановява. Останалата част образува Jenoptik GmbH, специализирана в изделия за фотониката, оптоелектрониката и мехатрониката.

## Продукция
Освен „класическите“ оптични изделия, микроскопи, стъкла за очила, към продукцията на фирмата днес спадат и уреди за полупроводниковата индустрия, медицинска техника (операционни микроскопи, употребявани в хирургията, както и продукти, употребявани от очните лекари – ретинални лазери 532 nm, YAG – лазери, фундус камери, уреди за оптична кохерентна томография).
Оптични мерници, бинокли и други специализирани далекогледи се произвеждат от „Carl Zeiss Sports Optics GmbH“.
Фирмата силно се прочува със своите инструменти за астрономията. Към тях спадат телескопи, оборудване за обсерватории и планетариуми. Проекторът на един от най-известните планетариуми в България, този в Смолян, също е произведен от Carl Zeiss AG в Йена. Освен оборудване за планетариуми, фирмата вече не произвежда продукти от този бранш.
Продуктите на фирмата обхващат и други области, например химически анализ на оптична основа, инсталации за опазване на околната среда и много други.

## Дъщерни предприятия
- Carl Zeiss Industrielle Messtechnik GmbH – световен лидер в производството на мултисензорни уреди за определяне на координатите.
- Carl Zeiss Jena GmbH – производство на оптика с високо качество и прецизност, произвежда и оборудване за планетариуми, като е единствен производител в света, предлагащ пълна гама техника за всеки размер планетариум.
- Carl Zeiss MicroImaging GmbH – предлага решения в областта на микроскопите и изследователската техника в биологията и медицината, както и в областта на анализа на материали, освен това и спектрални сензори.
- Carl Zeiss Optronics GmbH – предлага оптични оптоелектронни продукти и услуги в областта на отбраната и сигурността.
- Carl Zeiss Meditec AG – един от световните лидери при предлагането на решения за офталмологията.
- Carl Zeiss SMT AG – предлага продукти за полупроводниковата индустрия
- Carl Zeiss SMS GmbH – специализирана в уреди за инспекция и поправка на фотолитографски маски в полупроводниковата индустрия.
- След сливането на отдела за очна оптика на Carl Zeiss AG с американския производител на очила SOLA през 2005 се оформя вторият по големина производител на очила в света Carl Zeiss Vision със седалище в Аален. Освен класическите продукти за корекция на очни проблеми, фирмата предлага и пълна гама продукти и услуги за офталмолозите.

## Производство на фототехника
С производството на камери се занимават дъщерните фирми на Carl Zeiss.

### Преди 1945
Carl Zeiss доставя обективи за камерите на дъщерната си фирма Zeiss Ikon, които се предлагат предимно под името „Contax“.

#### Йена
Поради недостига на собствена продукция в Zeiss Opton в Оберкохен VEB Zeiss Jena доставя между 1948 и 1953 обективи за Zeiss Ikon AG Щутгарт. През 1946 в Йена и Залфелд се подготвя производството на камери и обективи за тях (модели отпреди войната), след като оригиналните инструменти, които са предназначени за започване на производство в Киев, изчезват. След започването на тестова продукция, съоръженията се преместват в Киев и така продукцията на камери в Йена отново се прекратява. VEB Zeiss Jena доставя част от обективите за огледално-рефлексните камери на VEB Pentacon в Дрезден, измежду които Contax, Praktina, Praktica, Praktisix и Pentacon SIX до прекратяването на производството на камери от Pentacon в началото на 90-те години. Продукцията, предназначена за износ в западните държави, трябва да носи към името си и добавката „от Йена“.

#### Оберкохен
След започването на собствено производство Carl Zeiss произвежда обективи за камерите си Contax IIa и Contax IIIa, а след това и обективи за новите модели. По-късно Carl Zeiss започва да доставя обективи и на производители, които не са част от Carl-Zeiss-Stiftung.
След прекратяването на производството на камери в Zeiss Ikon през 1972 г. Carl Zeiss за кратко произвежда камерите Contarex до спирането им от производство. Също през 1972 г. се подписва договорът за сътрудничество с японския производител на камери Yashica, който урежда доставките на обективи за бъдещи огледално-рефлекторни камери с класическото име Contax, което и занапред остава собственост на Carl Zeiss. Сътрудничеството се реализира през 1974 и трае до 2005 г. През това време фирма Carl Zeiss е отговорна за оптичната конструкция и контрола на качеството.
През 2005 г. под името „Zeiss-Ikon“ от предприятието Cosina се произвежда камера под контрола на Carl Zeiss AG. Обективите за нея се произвеждат както в Оберкохен, така и от Cosina. Продължава производството на системи за камери за други производители: Серията ZF за Nikon, ZK за Pentax, ZS за M42, ZA за Sony, ZE за Canon.